# 채승하
채승하(2000년 4월 18일 ~, 165cm, 44kg)는 대한민국의 모델, BJ, 전 영화배우, 전 가수다. 2017년부터 2018년까지 걸그룹 바바 멤버로 활동했으며, 현재는 모델 유튜브를 새로 시작했다 
[[분류:아이돌 가수]